# کفشک‌ماهی طاووسی
کفشک‌ماهی گلی (نام علمی: Bothus mancus) نام یک گونه از تیره کفشک‌ماهیان چپ‌روی است.